# Lista de séries de televisão da HBO Brasil
Os Seriados e séries da HBO Brasil estão relacionados nesta lista, que apresenta: data de início, data do final e quantidade de capítulos das séries e seriados da HBO Brasil, versão brasileira da emissora americana HBO, fundada em 1972. A HBO Brasil foi fundada em 1 de julho de 1994.

## Séries e seriados por ordem de exibição

### Década de 2000
| # | Início                 | Término                | Título             | Nº de temp. | Nº de ep. | Autoria                                  | Direção | Ref.  |
| - | ---------------------- | ---------------------- | ------------------ | ----------- | --------- | ---------------------------------------- | --- | ----- |
| 1 | 30 de outubro de 2005  | 16 de dezembro de 2007 | Mandrake           | 2           | 13        | José Henrique Felipe Braga Tony Bellotto | José Henrique Fonseca Arthur Fontes Carolina Jabor Claudio Torres Lula Buarque de Hollanda Toni Vanzollini | [ 1 ] |
| 2 | 5 de março de 2006     | 9 de abril de 2006     | Filhos do Carnaval | 1           | 13        | Cao Hamburger Elena Soarez               | Cao Hamburger                                                                                              | [ 2 ] |
| 3 | 21 de setembro de 2008 | 14 de dezembro de 2008 | Alice              | 1           | 13        | Sérgio Machado Antônia Pellegrino        | Karim Aïnouz Sérgio Machado Johnny Araújo Márcia Faria                                                     | [ 3 ] |

### Década de 2010
| # | Início              | Término             | Título          | Nº de temp. | Nº de ep. | Autoria                                | Direção                                                          | Ref.  |
| - | ------------------- | ------------------- | --------------- | ----------- | --------- | -------------------------------------- | ---------------------------------------------------------------- | ----- |
| 4 | 11 de abril de 2011 | 20 de junho de 2011 | Mulher de Fases | 1           | 13        | Cláudia Tajes Pedro Furtado Duda Tajes | Ana Luiza Azevedo Márcio Schoenardie                             | [ 4 ] |
| 5 | 4 de agosto de 2019 | -                   | Pico da Neblina | 1           | 10        |                                        | Quico Meirelles Fernando Meirelles Luis Carone Rodrigo Pesavento |       |